# Matthias Müller / Andreas Willers
Matthias Müller / Andreas Willers ist ein Musikalbum von Matthias Müller und Andreas Willers. Die am 20. September 2023 in Willers’ Loft in Kleinmachnow entstandenen Aufnahmen erschienen 2025 auf dem Label Trouble in the East.

## Hintergrund
Der in Berlin lebende Posaunist Matthias Müller und der Gitarrist Andreas Willers arbeiten seit Jahren in verschiedenen Projekten der Berliner Freiimprovisations- und Jazzszene zusammen. Das unbetitelte Debütalbum des Duos wurde im September 2023 in Willers Loft in Kleinmachnow aufgenommen.

## Titelliste
- Matthias Müller / Andreas Willers (Trouble in the East TITE-REC 039)[1]

1. geel dropen 5:49
2. as sik dat höört 14:26
3. lot uns man nie griepn 8:26
4. wrögelich sungn 7:08
5. spökenkieker 5:39

Die Kompositionen stammen von Matthias Müller und Andreas Willers.

## Rezeption

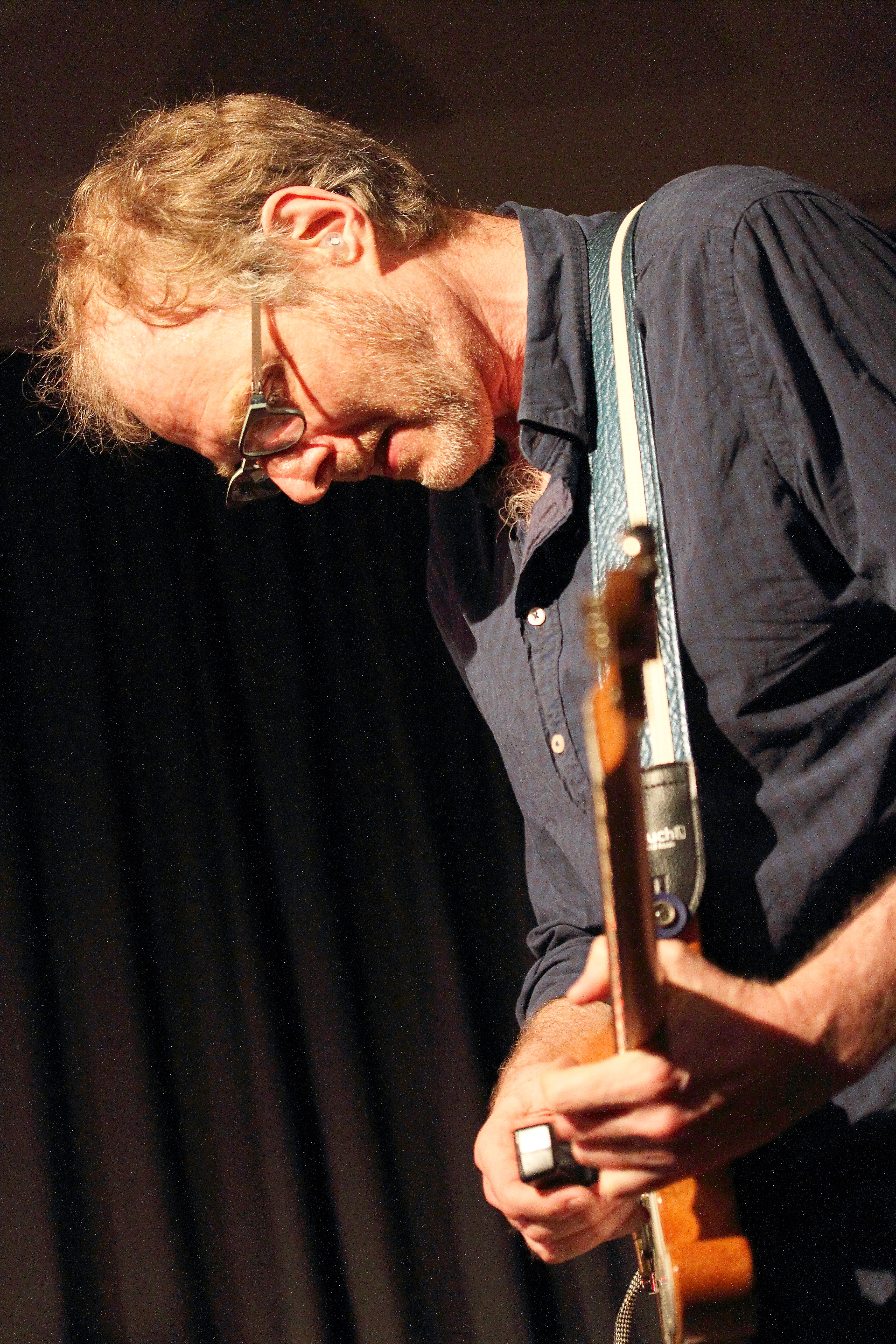
Andreas Willers (2018)

Nach Ansicht von S. Victor Aaron, der das Album in Something Else! rezensierte, hätten Matthias Müller und Andreas Willers eine unkonventionelle Platte mit frei improvisierten Duetten für Posaune und E-Gitarre vorgelegt. Das Album würde keine Regeln für die fünf spontanen Stücke setzen. Die Intuition, die beim Zusammenspiel über ständig wechselnde Texturen zum Ausdruck kommt, zeuge von ihrer Verbundenheit durch ihre langjährige Zusammenarbeit in den verschiedensten Projekten. Sowohl Müller als auch Willers würden für „geel dropen“ die selten genutzten perkussiven Eigenschaften ihrer jeweiligen Instrumente erkunden, wo jeder Ton hart erkämpft sei. „as sik dat höört“ sei voller Töne, doch Müller agiere stets erfinderisch in der Art und Weise, wie er die Posaune spiele, und finde neue Klangfarben und Klänge auf ihr. Auch Willers greife tief in seine Trickkiste, doch es seien seine Fingerfertigkeit und sein augenblickliches Finden der richtigen Kontrapunkte zu Müller, die am meisten hervorstechen würden.
Das Album präsentiere die ausgefeilte und stets einfallsreiche Ästhetik der freien Improvisation von Müller und Willers, meinte Eyal Hareuveni in Salt Peanuts. Geduldig und bedacht würden die beiden spontane und doch nuancierte Texturen konstruieren, basierend auf ihrer tiefen Affinität, ihrem aufmerksamen Zuhören, ihren eigenwilligen Ausdrucksformen und einer Reihe erweiterter Techniken. Die frei assoziative Musik fließe organisch, aus eigener Kraft und innerer Logik und ermutige das Duo zu risikofreudigen Gesten, die das gängige Vokabular der Posaune und der Effekt-unterstützten E-Gitarre verdrehen und transformieren. Das 14-minütige «as sik dat höört» (hochdeutsch „wie du gehört hast“) fange die unmittelbare und intuitive, schnell wechselnde und frei assoziative Dialogsdynamik dieses virtuosen Duos und seinen unerschöpflichen Repertoire an Tricks wohl am besten ein.